# Erdbeben von Pernik 2012
Das Erdbeben von Pernik 2012 (genannt auch Erdbeben von Sofia 2012) ereignete sich am 22. Mai 2012 um 03:00:33 (OESZ). Sein Epizentrum lag sechs Kilometer nordwestlich von Pernik in Bulgarien. Das Erdbeben wurde mit 5,9–6,0 auf der Richter-Skala gemessen. Es war im ganzen Land – insbesondere in den Oblasten Blagoewgrad, Kasanlak und Stara Sagora – sowie in einigen Nachbarländern zu spüren.
Weitere Nachbeben wurden gemeldet, das stärkste davon mit der Magnitude 4,7 ML um 4:31 OESZ.
In Pernik sind einige Schornsteine und in Rudarzi (Gemeinde Pernik) ein Haus eingestürzt, in Sofia wurde ein Wohngebäude im Viertel Borovo beschädigt. In Pernik wurde am 22. Mai Notlage und Ruhetag erklärt. Fenster sind kaputtgegangen, und Wände stürzten ein. Einer der Schornsteine des Wärmekraftwerks Republika in Pernik ist eingestürzt.
Über Opfer in Sofia oder Pernik lagen keine Berichte vor. Nach Angaben des bulgarischen seismischen Instituts gibt es keinen Zusammenhang zwischen diesem Erdbeben und dem Erdbeben in Emilia-Romagna vom 20. Mai 2012.
Das ist das stärkste Erdbeben in den Oblasten Sofia und Pernik seit der Befreiung Bulgariens, stärker als das Erdbeben von 1917 mit der Magnitude 5,2 ML.
Die Tiefe des Erdbebens ist 9,1 Kilometer. Nach anderen Angaben beträgt die Magnitude 5,8 ML.
Eine 65-jährige Frau aus Kjustendil ist wegen der psychischen Belastung während des Bebens an einem Herzanfall gestorben. In der Hälfte der Stadt Radomir wurde die Wasserversorgung unterbrochen.

## Ursachen
Das Erdbeben von Pernik stand in engem zeitlichen Zusammenhang mit dem Erdbeben in Norditalien 2012. Beide Erdbeben ereigneten sich innerhalb weniger Stunden. In Norditalien erreichte es eine Stärke von 6,1 und in Westbulgarien 5,8. Auch einem Nachbeben in Pernik mit der Stärke 4,3 am 29. Mai folgte 24 Minuten später ein Nachbeben in Norditalien.
Trotzdem besteht nach Meinung des Erdbebenexperten von Munich Re, Alexander Allmann, kein kausaler Zusammenhang zwischen den Erdbeben in beiden Ländern.
Auch der Geophysiker Wolfgang Lenhardt vom Österreichischen Erdbebendienst sieht in dem 
Zusammentreffen der Erdbeben in Italien und Bulgarien einen reinen Zufall. In einem Interview sprach er davon, dass es in Bulgarien zu einer Abschiebung der Erdkruste kam, was in der Gegend äußerst selten passiert.